# Simon Helberg
Pour les articles homonymes, voir Helberg.
Simon Helberg, né le 9 décembre 1980 à Los Angeles, est un acteur américain d'origine allemande. Helberg est notamment connu pour son rôle de Howard Wolowitz dans la série The Big Bang Theory. Il a aussi participé au casting de la série comique MADtv.

## Biographie

### Jeunesse et Formation
Simon Maxwell Helberg est le fils de l'acteur Sandy Helberg (en). Inspiré par le film Karaté Kid (The Karate Kid), il se prit de passion pour le karaté dès sa plus tendre enfance, et eut sa ceinture noire dès l'âge de dix ans.
Il est élevé dans la tradition judaïque, selon une application assez souple, et de plus en plus libérale, au fil des années.
Il étudie à la Crossroads School à Santa Monica, en Californie, avec Jason Ritter, avec qui il partage, plus tard, sa chambre d'étudiant à New York. Il entre, ensuite, à la Tisch School of the Arts, attaché à l'Université de New York, dont l'Atlantic Theater Company fait partie, où il s'exerce à jouer la comédie.

### Carrière
Simon Helberg donne la réplique à Derek Waters, dans le duo comique Derek & Simon, que l'on peut retrouver, depuis peu, sur le site internet Super Deluxe (qu'ils avaient créés avec le comédien Bob Odenkirk), à la rubrique : Derek & Simon: The Show.
Il rejoint l'équipe de tournage de MADtv en 2002, en tant qu'artiste vedette ; il n'y demeure, cependant, que le temps d'une saison, son contrat n'ayant pas été renouvelé. La même année, il participe au film American Party, comme l'un des étudiants geek pour qui Van Wilder organise une réception.
Il interprète, l'année suivante, un rôle mineur dans le film Retour à la fac. En 2004, il participe à deux épisodes de Reno 911, n'appelez pas !, et est l'apprenti-conducteur dans Raineesha X (s02e10) et le Hooker Buying Son dans Not Without My Moustache (s02e07).
Il décroche ensuite plusieurs rôles mineurs : celui d'un employé dans un magasin de chaussures dans le sixième épisode de la série Les Quintuplés, où travaillent Paige et Patton ; puis d'un producteur de disques juif dans le film Walk Hard : L'Histoire de Dewey Cox, en 2004 ; il apparait, dans Comme Cendrillon, avec Hilary Duff et Chad Michael Murray ; en 2005, il n'a qu'une ligne à dire dans le film de George Clooney, Good Night and Good Luck, mais peut s'impliquer davantage dans Arrested Development, où il joue le rôle de Jeff, un employé du studio où travaille Maeby.
De 2006 à 2007, il interprète un personnage secondaire, Alex Dwyer, dans le drame Studio 60 on the Sunset Strip. En 2006, il participe à une série de spots publicitaires humoristiques, pour le compte de la société britannique Virgin Money, dirigée par Richard Branson. Enfin, Il fait une brève apparition dans le film The Soup, en 2011.
Il interprète d'autres rôles mineurs, parmi lesquels le jeune Rabbi Scott Ginsler, dans le film A Serious Man des frères Coen ; ou encore l'un des Maîtres du Jeu ("GM"), dans le dernier épisode de la quatrième saison de The Guild .
Mais surtout, il incarne de 2007 à 2019 Howard Wolowitz, un geek aux accoutrements excentriques, dans la comédie The Big Bang Theory.
En 2015, il réalise le film We'll Never Have Paris (en) avec sa femme Jocelyn Towne et dans lequel il joue le rôle principal. Ce film raconte l'histoire d'un homme qui essaye de reconquérir la femme de sa vie après avoir saboté sa relation avec elle. Cette histoire s'inspire de faits réels de la vie de couple de Simon Helberg et sa femme Jocelyn Towne.
En 2017 il est nommé aux Golden Globes comme Meilleur acteur dans un second rôle pour sa prestation dans le film Florence Foster Jenkins.

### Vie privée
Depuis le 7 juillet 2007, Simon Helberg est marié à l'actrice et productrice franco-américaine Jocelyn Towne (en) (née le 8 août 1976), la nièce du scénariste américain Robert Towne et sa compagne depuis 2002. Ils ont deux enfants : Adeline Helberg (née le 8 mai 2012) et Wilder Towne Helberg (né le 23 avril 2014).
Simon Helberg est devenu citoyen français pour le tournage du film Annette.

## Filmographie

### Cinéma
- 1999 : Mumford : Un camarade de chambre au collège
- 2001 : Ruling Class : Fred Foster
- 2002 : American Party : Vernon
- 2003 : Retour à la fac (Old School) : Jerry
- 2003 : Tracy Ullman in the Trailer Tales, Adam
- 2004 : Comme Cendrillon, Terry
- 2005 : Good Night and Good Luck : CBS page
- 2006 : Derek & Simon: A Bee and a Cigarette : Simon
- 2006 : The Pity Card (Court-métrage) : Simon
- 2006 : Bickford Shmeckler's Cool Ideas : Al
- 2006 : The TV Set : TJ Goldman
- 2006 : For Your Consideration : Un agent
- 2007 : Careless : Stewart
- 2007 : Evan tout-puissant : Staffer
- 2007 : Mama's Boy : Rathkon
- 2007 : Walk Hard - L'histoire de Dewey Cox : Dreidel L'Cheim
- 2009 : A Serious Man : Rabbi Scott
- 2011 : The Selling : Un jeune mari
- 2011 : Let Go de Brian Jett : Frank
- 2013 : I Am I : Seth
- 2015 : We'll Never Have Paris : Quinn
- 2015 : Hollywood Adventures : Un traducteur
- 2016 : Florence Foster Jenkins de Stephen Frears : Cosmé McMoon (en)
- 2021 : Annette de Leos Carax : Le chef d'orchestre
- 2022 : As They Made Us de Mayim Bialik : Nathan

### Télévision
- 2001 : Popular (série télévisée) : Gus Latrine
- 2001 : Mon ex, mon coloc et moi (Cursed) (série télévisée) : Andy Tinker
- 2001 : Son of the Beach (série télévisée) : Billy
- 2001 : Ruling Class (Téléfilm) : Fred Foster
- 2001 : Les Années campus (Undeclared) (série télévisée) : Jack
- 2002 : MADtv (série télévisée) : Variés
- 2002 : Sabrina, l'apprentie sorcière (Sabrina, The Teenage Witch) (série télévisée): Le porte- parole
- 2002 : The Funkhousers (série télévisée) : Donnie Funkhouser
- 2003 : The O'Keefes (en)' (série télévisée) : Mumps
- 2003 : Tracey Ullman in the Trailer Tales (Téléfilm) : Adam
- 2003 : Less than Perfect (série télévisée) : Arthur
- 2004 : Les Quintuplés (Quintuplets) (série télévisée) : Neil
- 2004 : Reno 911, n'appelez pas ! (série télévisée) : Le fils qui achète une Hooker / Un candidat au permis de conduire
- 2004-2006 : Joey (série télévisée) : Seth
- 2005 : Unscripted (série télévisée) : Simon / Un assistant au casting
- 2005 : Life on a Stick (série télévisée) : Vinnie
- 2005 : Arrested Development (série télévisée) : Jeff
- 2006 : The Jake Effect (série télévisée) : Bill Skidelsky
- 2006-2007 : Studio 60 on the Sunset Strip (série télévisée) : Alex Dwyer
- 2007 : The Minor Accomplishments of Jackie Woodman (en) (série télévisée) : Matt Menard
- 2007 - 2019 : The Big Bang Theory (série télévisée) : Howard Wolowitz (279 épisodes)
- 2008 : Dr. Horrible's Sing-Along Blog (série télévisée) : Moist
- 2010-2011 : Kick Buttowski: Suburban Daredevil (série télévisée) : Ronaldo (Voix)
- 2011 : The Guild (série télévisée) : Kevinator
- 2013 : Drunk History (série télévisée) : Frank M. Robinson
- 2014 : Tom et Jerry Show (série télévisée) : Napoléon (Voix)
- 2021 : Young Sheldon (série télévisée) - 1 épisode : Howard Wolowitz (caméo vocal)
- 2023 : Poker Face (série télévisée) - 2 épisodes : l'agent spécial Luca Clark

### Publicité
- 2006 : Simon Helberg apparut dans une série de spots publicitaires pour la compagnie Virgin Money.

## Distinctions
- Critics' Choice Television Awards 2013 : Meilleur acteur dans un second rôle dans une série comique pour The Big Bang Theory.
- Golden Globes 2017: Nommé comme Meilleur acteur dans un second rôle dans Florence Foster Jenkins.

## Voix francophones
- Yoann Sover dans (les séries télévisées) :
  - The Big Bang Theory
  - Studio 60
  - Young Sheldon

Et aussi
- Luc Boulad dans Joey (série télévisée)
- Hervé Rey dans Florence Foster Jenkins
- Tanguy Goasdoué dans Poker Face (série télévisée)